# 圖古爾灣

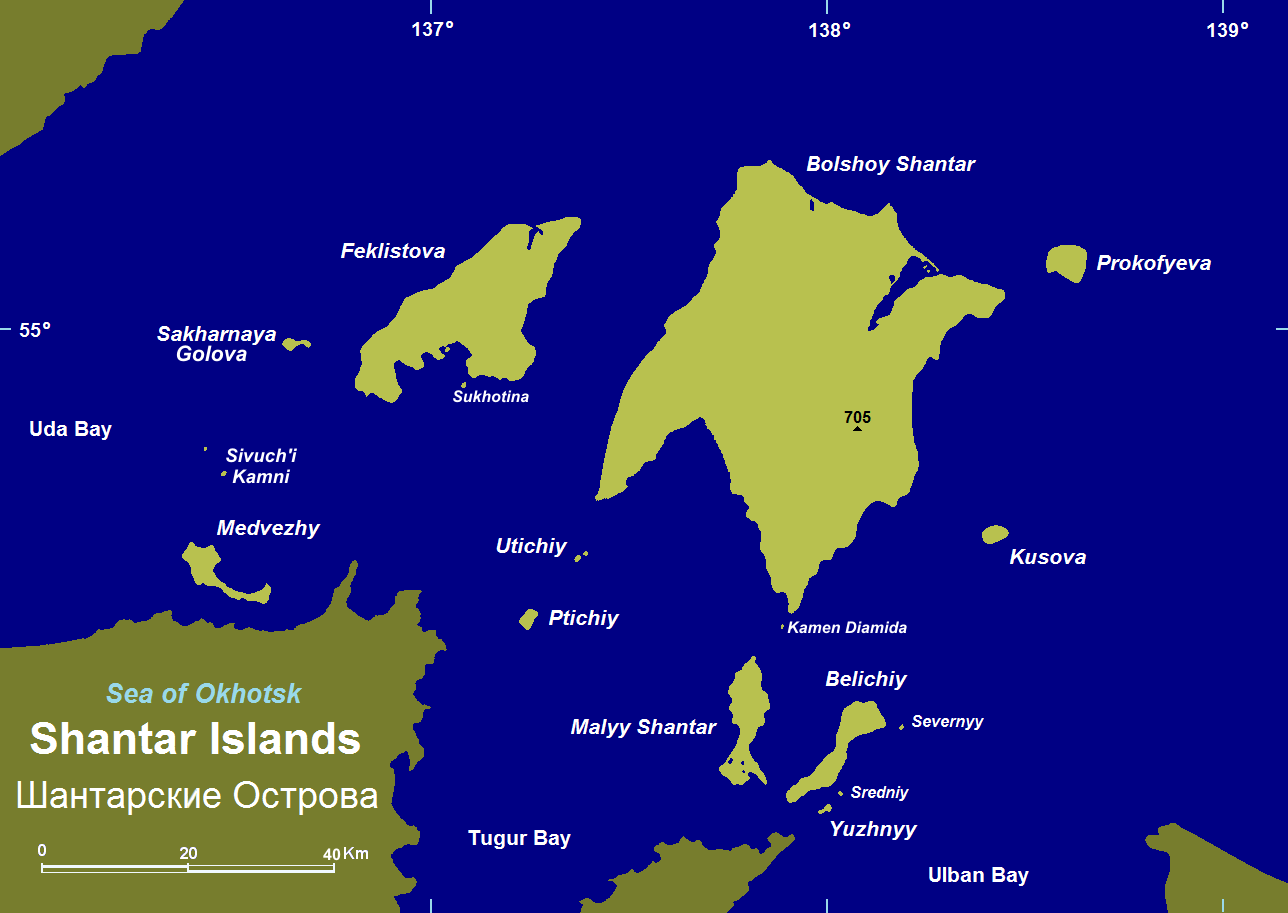

54°10′N 137°00′E / 54.167°N 137.000°E
圖古爾灣（俄语：Тугурский залив），是俄羅斯的海灣，位於俄羅斯遠東地區的哈巴羅夫斯克邊疆區，屬於鄂霍次克海的一部分，長80.5公里、寬58公里，面積1,800平方公里，平均水深25米。